# الفونسو رودریگز سالاس
الفونسو رودریگز سالاس (انگلیسی: Alfonso Rodríguez Salas; ۲۹ آوریل ۱۹۳۹ – ۲۰ مارس ۱۹۹۴) بازیکن فوتبال اهل اسپانیا بود.
از باشگاه‌هایی که در آن بازی کرده‌است می‌توان به باشگاه فوتبال رئال مورسیا، باشگاه فوتبال رئال ساراگوسا، باشگاه ورزشی تنریف، و باشگاه فوتبال بارسلونا اشاره کرد.
وی همچنین در تیم ملی فوتبال اسپانیا بازی کرده‌است.